# Antonio Musu
Antonio Musu (* 14. Mai 1916 in Neapel; † 8. Oktober 1979 in Pisa) war ein italienischer Filmproduzent und Filmregisseur.
Musu war erstmals 1944 im Filmgeschäft tätig, als er für Giuseppe Maria Scotese als Assistent wirkte; ab 1948 war er als Produktionsleiter und Produzent für etliche Filme verantwortlich, wobei er wählerisch war; zu bedeutenderen zählen Im Namen des Gesetzes von Pietro Germi und Gillo Pontecorvos Arbeiten Kapo und Schlacht um Algier. Als Regisseur drehte er neben Kurzfilmen nur 1955 und 1958 zweimal für die Leinwand, wobei er für Totò und Marcellino zwei Größen der damaligen Zeit in einem Film zusammenbrachte. Seit 1943 war er mit der Schauspielerin Marisa Salinas verheiratet.

## Filmografie (Auswahl)
- 1955: Höllenfahrt nach Tobruk (Il prezzo della gloria) (Regie, Drehbuch)
- 1958: Totò und Marcellino (Totò e Marcellino) (Regie, Drehbuch)
- 1966: Schlacht um Algier (La battaglia di Algeri)